# Modrý vlak

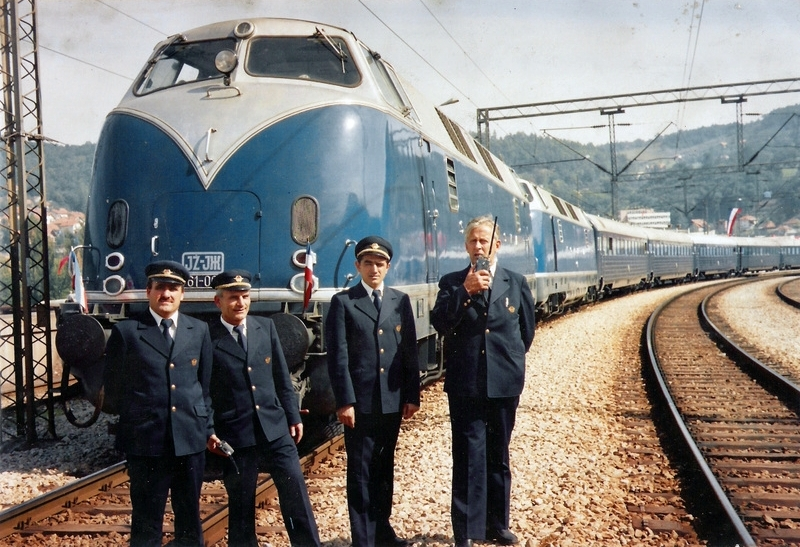
Vlak na otevření železniční trati Bělehrad-Bar v roce 1976.

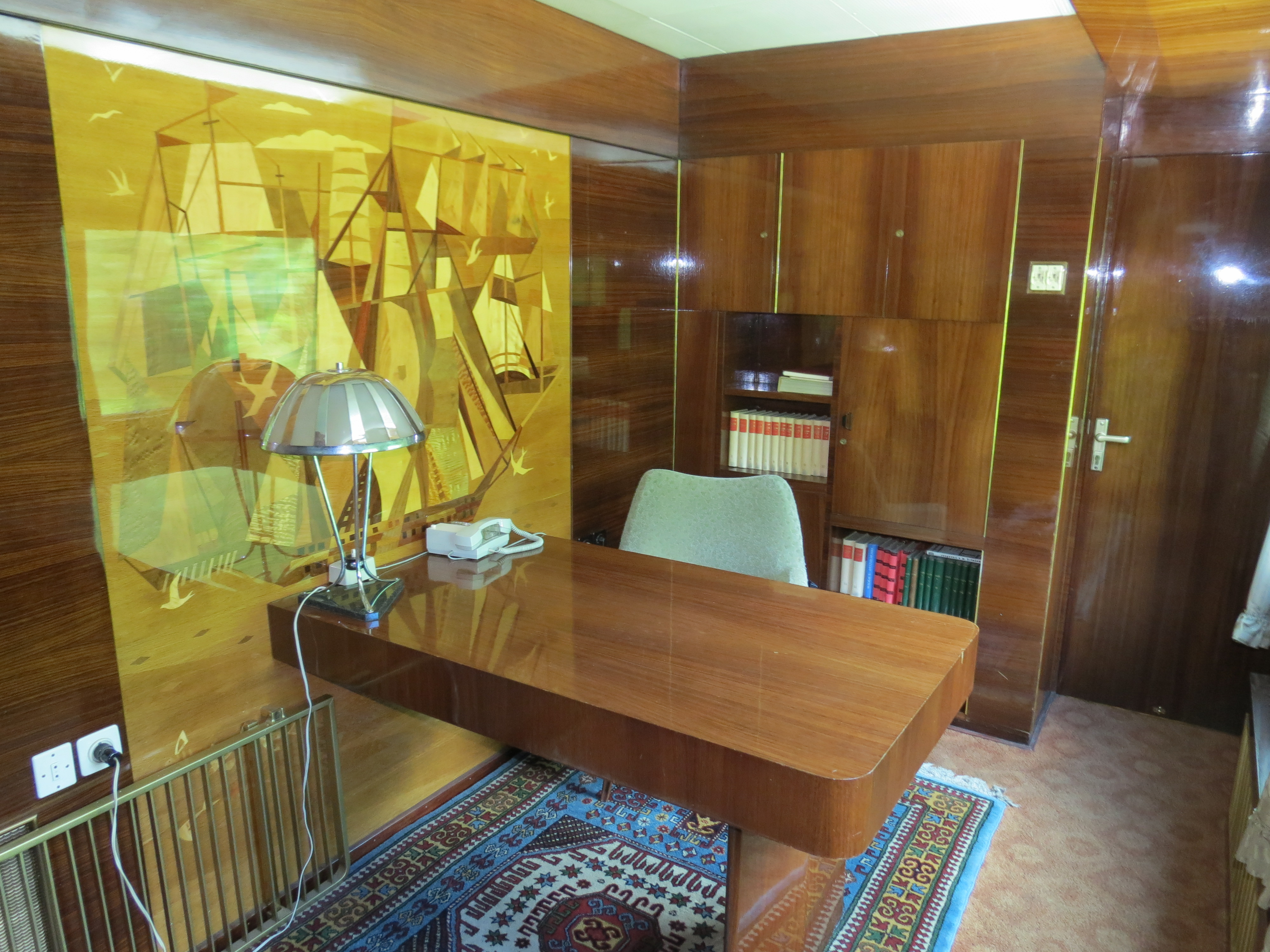
Pracovna Josipa Broze Tita.

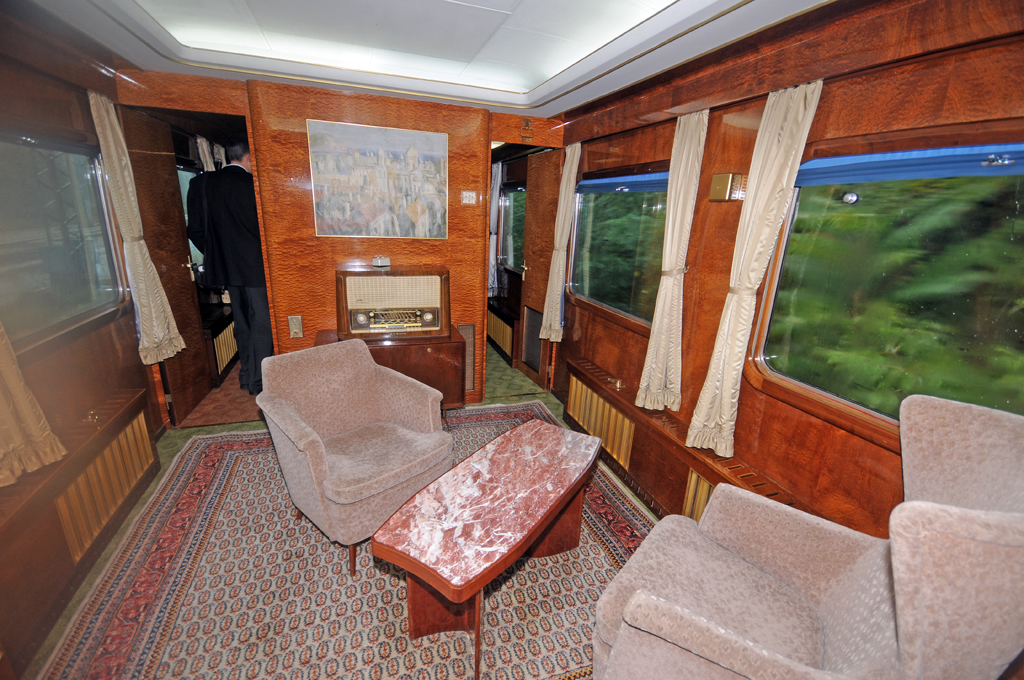
Salon ve vlaku.

Modrý vlak (Plavi voz / Плави воз) byl osobní vlak Josipa Broze Tita, jugoslávské hlavy státu. V současné době je zachován jako muzejní vlak ve vlastnictví srbských železnic.
Vlaková souprava představovala komplex, který sloužil Josipu Brozovi v letech 1946–1980 k práci a zároveň přesunům po území celé země i do zahraničí. Vždy byl na trati bedlivě střežen příslušníky jugoslávské armády a milice. Interiér vlaku ve stylu art deco zůstal zachován od jeho vzniku až do současnosti. Od roku 2004 je vlak otevřen veřejnosti jako muzeum a vypravován na historické jízdy v počtu několika desítek ročně.

## Historie
Až do smrti Josipa Broze byl Modrý vlak používán výhradně jako jeho osobní dopravní prostředek, který sloužil i k přijímání vysokých státních a politických představitelů. Vlak byl poprvé sestaven ve své známé podobě v prosinci 1946 a až do roku 1980 s ním Tito procestoval přes 600 000 km. Současné vagony vlaku byly vyrobeny v továrně GOŠA ve Smederevské Palance a továrně Boris Kidrič v Mariboru. Svůj název získal podle barvy, a modrou barvu proto, aby se odlišoval od běžných vlaků Jugoslávských železnic, které byly tmavě zelené. Modrým vlakem kromě Tita cestovalo také přes 60 světových státníků. Pro potřeby britské královny Alžběty II. byl během její státní návštěvy vlak speciálně upraven. Ve své době se jednalo o nejluxusnější vlak na jugoslávských kolejích.[zdroj?]
Po smrti Josipa Broze 4. května 1980 byl vlak vypraven z Lublaně přes Záhřeb do Bělehradu na svojí poslední jízdu a přepravoval rakev jugoslávské hlavy státu. Tehdejší média ve dnech od smrti prezidenta až do okamžiku jeho pohřbu ukazovala davy občanů Jugoslávie, stojící podél trasy vlaku ve Slovinsku, Chorvatsku a Srbsku v souvislosti s vyhlášeným státním smutkem.
V 80. letech byl používán občasně ke státnickým příležitostem. Naposledy s ním v 80. letech jako hlava státu cestoval Slobodan Milošević v červnu 1989 při příležitosti oslav 600. let od výročí Bitvy na Kosově poli.

## Sestava vlaku
Modrý vlak tvořilo několik vagonů; slavnostní vagon s jídelním stolem, tři klimatizované salonní vozy, kuchyni, restauraci a uzavřený nákladní vagon pro převoz automobilu. Jeho kapacita činila 92 míst k sezení a 90 míst k ležení. Interiér jednotlivých vagonů byl proveden ve dřevě. Použit byl mahagon, hruška a ořech.

## Lokomotivy
Modrý vlak nejprve táhla parní lokomotiva JŽ 11, která byla vyrobena roku 1947 v závodě MÁVAG v Budapešti. Od roku 1957 vlak táhly dieselové lokomotivy typu V200, které Jugoslávské železnice evidovaly pod číslem JŽ D66, resp. JŽ 761. Tři lokomotivy, které byly vyrobeny roku 1957 v německém Mnichově, nesly názvy podle míst největších bitev jugoslávských partyzánů (Dinara, Kozara, Sutjeska). Od roku 1978 měl vlak k dispozici nové lokomotivy, a to čtyři americké diesel-eketrické EMD JT22CW společnosti General Motors EMD. Tyto lokomotivy nesly názvy Dinara, Kozara, Sutjeska a Neretva. Do současné doby jsou všechny tyto lokomotivy zachovány; buď jsou vystaveny před jednotlivými budovami nádraží v státech bývalé Jugoslávie, nebo se nacházejí v železničních muzeích.